# Pieniądz elektroniczny
Pieniądz elektroniczny – elektroniczny zasób wartości pieniężnych w urządzeniu technicznym, w tym z góry opłaconych kartach, który może być wykorzystywany do dokonywania płatności na rzecz podmiotów innych niż emitent bez konieczności angażowania w transakcję rachunków bankowych, lecz funkcjonujący jednocześnie jako z góry opłacony instrument na okaziciela.

## Ustawodawstwo polskie
Pieniądz elektroniczny to pojęcie prawne wprowadzone do ustawy z dnia 19 sierpnia 2011 r. o usługach płatniczych w wyniku jej nowelizacji z dnia 12 lipca 2013 r..
Zgodnie z art. 2 pkt 21a ustawy o usługach płatniczych pieniądz elektroniczny oznacza:

wartość pieniężną przechowywaną elektronicznie, w tym magnetycznie, wydawaną, z obowiązkiem jej wykupu, w celu dokonywania transakcji płatniczych, akceptowaną przez podmioty inne niż wyłącznie wydawca pieniądza elektronicznego.

Wydawanie pieniądza elektronicznego, podobnie jak świadczenie usług płatniczych w charakterze krajowej instytucji pieniądza elektronicznego wymaga uzyskania zezwolenia Komisji Nadzoru Finansowego. KNF sprawuje także nadzór nad działalnością w zakresie wydawania pieniądza elektronicznego.

## Ustawodawstwo unijne
W prawie Unii Europejskiej pieniądza elektronicznego dotyczy dyrektywa Parlamentu Europejskiego i Rady 2009/110/WE z dnia 16 września 2009 r. w sprawie podejmowania i prowadzenia działalności przez instytucje pieniądza elektronicznego oraz nadzoru ostrożnościowego nad ich działalnością, zmieniająca dyrektywy 2005/60/WE i 2006/48/WE oraz uchylająca dyrektywę 2000/46/WE.
Zarówno w ustawodawstwie polskim, jak i unijnym, pieniądz elektroniczny inkorporuje prawo do roszczenia wobec emitenta o wydanie odpowiedniej kwoty pieniężnej. Rozwój nowych sposobów płatności wymyka się nierzadko regulacjom prawnym, co prowadzi do trudności w ich kwalifikowaniu, dotyczy to zwłaszcza takich sposobów płatności jak: płatności za pomocą wirtualnych kart przedpłaconych, płatności internetowe czy płatności za dobra i usługi dokonywane za pomocą telefonów komórkowych.